# Fronteira Malásia–Tailândia
A fronteira entre Malásia e Tailândia é a linha que limita os dois países e consiste numa fronteira terrestre (ao longo da península da Malásia) e outra marítima.

## Barreira
Tanto a Malásia quanto a Tailândia construíram muros ao longo de sua fronteira comum, principalmente em Perlis / Satun e Perlis / Songkhla, bem como em partes Kedah / Songkhla da fronteira para conter o contrabando. As paredes eram de concreto, aço e arame farpado no topo, bem como cercas de ferro em outros trechos. Como os dois países construíram seus muros em seu próprio território, uma faixa de "terra de ninguém" com cerca de 10 m de largura foi criada e essa faixa de terra tornou-se um refúgio conveniente para contrabandistas (nem todo contrabando era dissuadido pelo muro) e traficantes de drogas.
Em 2001, os dois países concordaram em construir apenas um muro ao longo da fronteira, que ficaria apenas dentro do território tailandês. A nova mureta tem 2,5 m de altura e é composta por uma metade inferior de concreto e uma cerca de aço na metade superior. Na base, o arame farpado percorre toda a extensão da parede.

## História
Essa área fronteiriça foi um foco de insurgências de inspiração comunista após o fim da Segunda Guerra Mundial.
Nos tempos recentes, do lado tailandês, as três províncias fronteiriças de Yala, Narathiwat e Pattani, que formavam o antigo Sultanato de Patani e habitadas principalmente por muçulmanos de cultura malaia, são abaladas desde 2004 por uma rebelião separatista muçulmana. Esta região não seria anexada ao reino tailandês até o Tratado Anglo-Siamês de 1909.

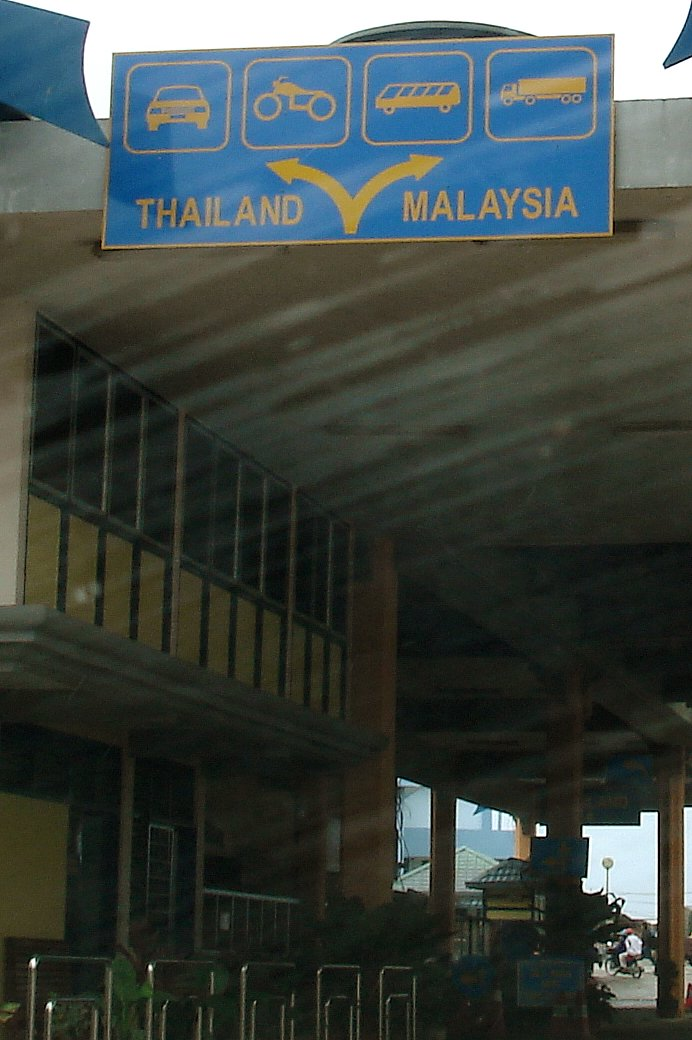
Checkpoint fronteiriço em Kelantan (Malásia) / Rantau Panjang (Tailândia).